# Штирково
Шти́рково (болг. Щърково) — село в Пазарджицькій області Болгарії. Входить до складу общини Лесичово.

## Населення
За даними перепису населення 2011 року у селі проживали 394 особи.
Національний склад населення села:
| Національність   | Кількість осіб | Відсоток |
| ---------------- | -------------- | -------- |
| болгари          | 385            | 98,7%    |
| турки            | 5              | 1,3%     |
| цигани           | 0              | 0%       |
| інша             | 0              | 0%       |
| не визначились   | 0              | 0%       |
| Всього відповіли | 390            |          |

Розподіл населення за віком у 2011 році:
Динаміка населення: